# Лунинский сельсовет (Пензенская область)
Лунинский сельсовет — сельское поселение в Лунинском районе Пензенской области Российской Федерации.
Административный центр — рабочий посёлок Лунино.

## История
Статус и границы сельского поселения установлены Законом Пензенской области от 2 ноября 2004 года № 690-ЗПО «О границах муниципальных образований Пензенской области».

## Население
| 2002  | 2010  | 2012  | 2013  | 2014  | 2015  | 2016  |
| ----- | ----- | ----- | ----- | ----- | ----- | ----- |
| 2102  | ↘1991 | ↗1999 | ↘1988 | ↗2005 | ↘1998 | ↘1979 |
| 2017  | 2018  | 2021  |       |       |       |       |
| ↘1941 | ↘1929 | ↘1762 |       |       |       |       |

## Состав сельского поселения
| № | Населённый пункт  | Тип населённого пункта | Население |
| - | ----------------- | ---------------------- | --------- |
| 1 | Гольцовка         | село                   | ↗153      |
| 2 | Краснооктябрьский | посёлок                | ↘192      |
| 3 | Манторово         | село                   | ↗1159     |
| 4 | Новая Кутля       | село                   | ↘54       |
| 5 | Сандерки          | село                   | ↘64       |
| 6 | Старая Кутля      | село                   | ↘369      |